# باميلا بليك
باميلا بليك (بالإنجليزية: Pamela Blake) هي ممثلة أمريكية، ولدت في 6 أغسطس 1915 في كاليفورنيا في الولايات المتحدة، وتوفيت في 6 أكتوبر 2009 في لاس فيغاس في الولايات المتحدة.

## وصلات خارجية
- باميلا بليك على موقع IMDb (الإنجليزية)
- باميلا بليك على موقع أول موفي (الإنجليزية)
- باميلا بليك على موقع قاعدة بيانات الأفلام السويدية (السويدية)
- باميلا بليك على موقع إن إن دي بي (الإنجليزية)